# Arnaud (Name)
Arnaud ist die französische Variante des Vornamens Arnold. Zu Herkunft und Bedeutung siehe dort.

## Personenname und Herrscher
- Arnaud II. (Angoulême) († 988), Graf von Angoulême
- Arnaud de Cervole (1300–1366), genannt „der Erzpriester“, französischer Brigant während des Hundertjährigen Krieges
- Arnaud de Gabaston, französischer Adliger
- Arnaud de Lévezou († 1149), Bischof von Béziers, Erzbischof von Narbonne
- Arnaud de Solages (1898–1981), Spross einer altfranzösischen Adelsdynastie; Jesuit, Lehrer und Widerstandskämpfer
- Arnaud de Toroge (auch Arnau de Torroja oder Arnold von Toroga; um 1105–1184), ab 1179 Großmeister des Templerordens

## Familienname
- Armand-Jacques-Achille Leroy de Saint-Arnaud (1796–1854), französischer General und Staatsmann, Marschall von Frankreich
- Bastien Arnaud (* 1985), französischer Handballspieler
- Catherine Arnaud (* 1963), französische Judoka
- Davy Arnaud (* 1980), US-amerikanischer Fußballspieler
- Dominique Arnaud (1955–2016), französischer Radrennfahrer.
- Émile Arnaud (Jurist) (1864–1921), französischer Anwalt, Schriftsteller und Pazifist
- Émile Arnaud (Skilangläufer), französischer Skilangläufer
- Émile Arnaud-Goddet (Frère Marc; 1912–1999), französischer Geistlicher und Gerechter unter den Völkern
- Eugène Arnaud (1834–1905), französischer Geistlicher, Bischof von Fréjus
- Federico Arnaud (* 1970), uruguayischer Künstler
- François Arnaud (Geistlicher) (1721–1784), französischer Geistlicher, Bibliothekar und Journalist
- François Arnaud (Schauspieler) (* 1985), französisch-kanadischer Schauspieler
- François-Thomas-Marie de Baculard d’Arnaud (1718–1805), französischer Schriftsteller
- Georges Arnaud, Pseudonym von Henri Georges Girard (1917–1987), französischer Schriftsteller
- Georges-Jean Arnaud (1928–2020), französischer Schriftsteller
- Guillaume Arnaud († 1242), französischer Dominikaner und Inquisitor
- Henri Arnaud (Pfarrer) (1643–1721), französischer Soldat und Pfarrer
- Henri Arnaud (Leichtathlet) (1891–1956), französischer Mittelstreckenläufer
- Juliette Arnaud (* 1973), französische Schauspielerin und Drehbuchautorin
- Lena Arnaud (* 1996), französische Biathletin
- Léo Arnaud (1904–1991), US-amerikanischer Jazzmusiker, Arrangeur und Komponist
- Marie Hélène Arnaud (1934–1986), französische Schauspielerin
- Michèle Arnaud (1919–1998), französische Sängerin
- Poumy Arnaud (1935–2022), französischer Jazzmusiker
- Simon Arnaud, marquis de Pomponne (1618–1699), französischer Diplomat
- Travis d’Arnaud (* 1989), US-amerikanischer Baseballspieler
- Victor Arnaud (1890–1958), deutscher Maler und Grafiker

## Vorname
- Arnaud Anastassowa (* 1988), französisch-bulgarischer Fußballspieler
- Arnaud Beltrame (1973–2018), französischer Oberstleutnant der Gendarmerie, Terroropfer
- Arnaud Binard (* 1971), französischer Schauspieler und Filmproduzent
- Arnaud Boetsch (* 1969), französischer Tennisspieler
- Arnaud Bovolenta (* 1988), französischer Freestyle-Skifahrer
- Arnaud Clément (*  1977), französischer Tennisspieler
- Arnaud Coyot (1980–2013), französischer Radrennfahrer
- Arnaud Démare (* 1991), französischer Radrennfahrer
- Arnaud Gérard (* 1984), französischer Radrennfahrer
- Arnaud Jacomet (1946–2011), französischer Diplomat und Historiker
- Arnaud Kalimuendo (* 2002), französischer Fußballspieler
- Arnaud Merklé (* 2000), französischer Badmintonspieler
- Arnaud Montebourg (* 1962), französischer Wirtschaftsminister
- Arnaud Rykner (* 1966), französischer Romanautor, Dramaturg, Regisseur und Essayist
- Arnaud Sélignac (* 1957), französischer Film- und Fernsehregisseur
- Arnaud Vincent (* 1974), französischer Motorradrennfahrer